# Deathless (альбом Throwdown)
Deathless — шестой студийный альбом американской группы Throwdown. Альбом был выпущен 10 ноября 2009 года лейблом E1 Music, 22 января 2010 Nuclear Blast Records в Европе и 25 января 2010 в Великобритании также лейблом Nuclear Blast Records. Это первый альбом, выпущенный на лейбле eOne Music.
Критики отметили окончательную смену звучания — альбом ещё сильнее выдержан в стиле грув-метала в духе Pantera, чем предшественник Venom & Tears. Также звучание сравнивают с Godsmack и Mudvayne.

## Список композиций
Все песни написаны Дэйвом Питерсом и Марком Чоинере.
1. «The Scythe» — 4:00
2. «This Continuum» — 3:45
3. «Tombs» — 4:05
4. «The Blinding Light» — 6:12
5. «Widowed» — 5:51
6. «Headed South» — 5:20
7. «Serpent Noose» — 4:12
8. «Ouroboros Rising» — 4:24
9. «Skeleton Vanguard» — 4:24
10. «Pyre & Procession» — 4:07
11. «Black Vatican» — 3:22
12. «Burial at Sea» — 5:31